# Ristiina

Wappen von Ristiina

Ristiina [ˈristiːnɑ] ist eine ehemalige Gemeinde in der finnischen Landschaft Südsavo. Seit 2013 ist sie ein Teil der Stadt Mikkeli.
Ristiina liegt im Süden der ostfinnischen Landschaft Südsavo 21 Kilometer südlich des Stadtzentrums von Mikkeli in der ostfinnischen Seenplatte. Das ehemalige Gemeindegebiet von Ristiina ist ländlich geprägt und hat eine Fläche von 742,0 Quadratkilometern (davon 175,9 Quadratkilometer Binnengewässer). Die Einwohnerzahl der Gemeinde betrug zuletzt 4.796 (Stand: 31. Dezember 2012). In Ristiina befinden sich zwei Siedlungszentren (taajama): Das am Ende des Yövesi-Sees gelegene Kirchdorf Ristiina, in dem 2.297 Menschen leben, sowie der Ort Pellosniemi mit 379 Einwohnern (Stand: 31. Dezember 2011).

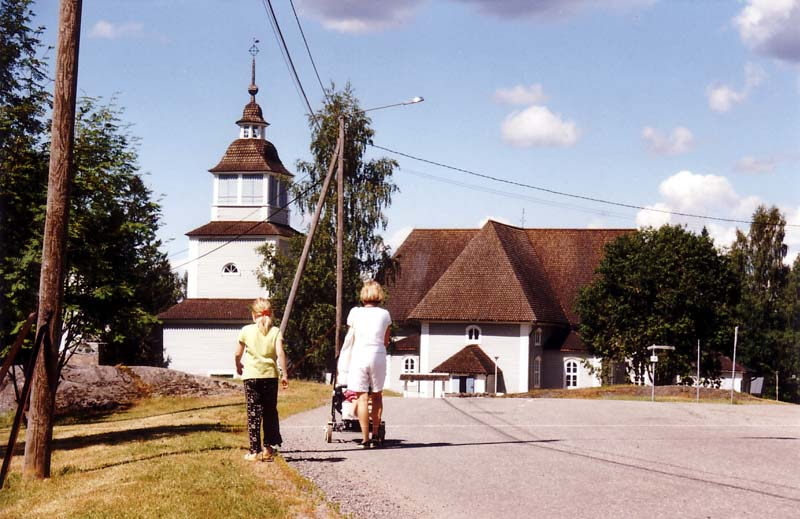
Die Kirche von Ristiina

Das Kirchspiel Ristiina wurde 1649 auf Anordnung von Per Brahe, dem schwedischen Generalgouverneur in Finnland gegründet. Per Brahe stiftete auch die erste Kirche des Ortes und erbaute in Ristiina das Schloss Brahelinna. Der Name Ristiina verweist auf Brahes Frau, Gräfin Kristina Katarina Stenbock. Bis 1903 trug die Gemeinde den schwedischen Namen Kristina, danach wurde der Name zu Ristiina fennisiert. Zum Jahresbeginn 2013 wurde Ristiina zusammen mit Suomenniemi in die Stadt Mikkeli eingemeindet.
Die Kirche von Ristiina ist eine hölzerne Kreuzkirche mit freistehendem Glockenstapel. Sie wurde 1770 nach Plänen von Eskel Collenius erbaut. Ferner befinden sich in Ristiina die Felsbilder von Astuvansalmi, ein Ensemble von prähistorischen Felszeichnungen, das zur Tentativliste der UNESCO gehört.
Von großer wirtschaftlicher Bedeutung ist insbesondere die holzverarbeitende Industrie; größter Arbeitgeber ist mit rund 730 Beschäftigten das Sperrholzwerk des Konzerns UPM-Kymmene, das sowohl über einen eigenen Containerhafen als auch über eine Betriebsbahnstrecke mit Anschluss an die Bahnstrecke von Kouvula nach Iisalmi verfügt.

## Söhne und Töchter
- Joachim Zachris Duncker (1774–1809), schwedischer Oberstleutnant